# A-train

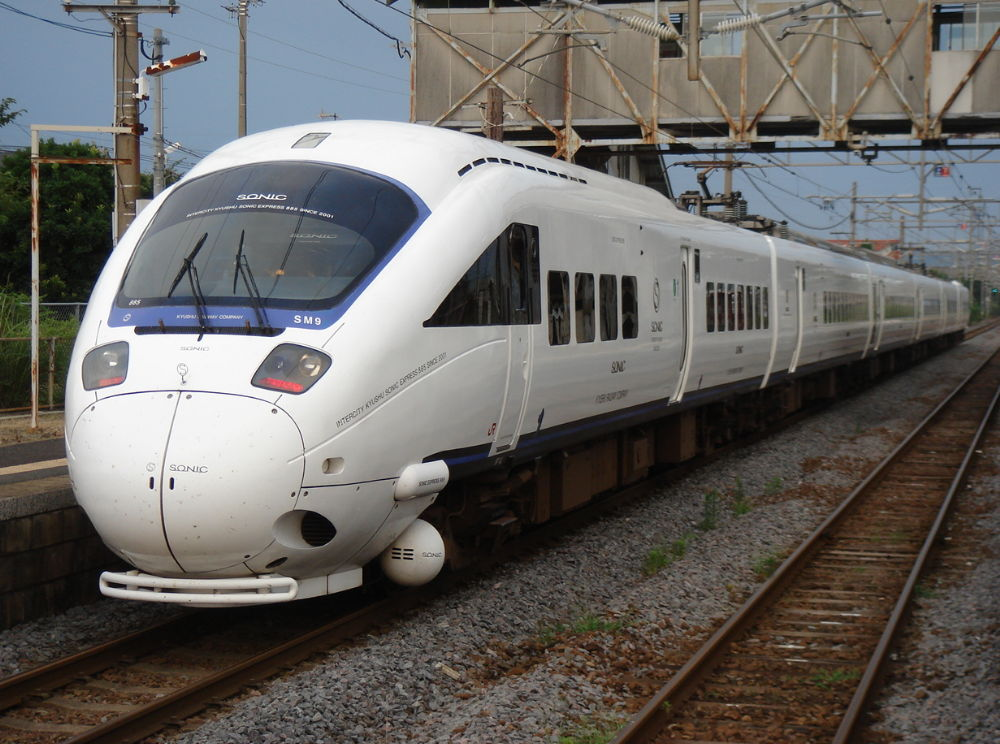
Série 885 de la JR Kyushu.

 (février 2025).
Si vous disposez d'ouvrages ou d'articles de référence ou si vous connaissez des sites web de qualité traitant du thème abordé ici, merci de compléter l'article en donnant les références utiles à sa vérifiabilité et en les liant à la section « Notes et références ».
Pour les articles homonymes, voir A-Train.
A-train (エートレイン) (pour Advanced-Amenity-Ability-Aluminum) est le nom donné à un principe de conception de rames automotrices ferroviaires lancé par le constructeur japonais Hitachi.

## Description
Son but est d'accélérer les délais de fabrication de matériels de type réseau express régional. À base de panneaux doubles d'aluminium les coûts de fabrication et de maintenance des structures des matériels sont diminués. La standardisation des éléments est également poussée au maximum.

## Rames japonaises de type A-train
- JR East : séries E257 et EV-E801,
- JR Hokkaido : séries 735,
- JR Kyushu : séries 815, 817, 883 et 885,
- JR West : série 683,
- Hankyu : séries 9000 et 9300,
- Métro de Fukuoka : série 3000,
- Métro de Nagoya : série N3000,
- Metropolitan Intercity Railway Company : série TX-1000, TX-2000 et TX-3000,
- Sotetsu : séries 20000 et 21000,
- Seibu : séries 001, 20000 et 30000,
- Tōbu : séries N100, 50000 et 60000,
- Tokyo Metro : séries 05, 10000, 15000, 16000, 17000 et 18000,
- Toyo Rapid Railway : série 2000.

## Rames exportées
- Classe 395